# James Patrick McGranery
James Patrick McGranery (Filadelfia, 8 luglio 1895 – Palm Beach, 23 dicembre 1962) è stato un politico statunitense.

## Biografia
Fu il 62º procuratore generale degli Stati Uniti sotto il presidente degli Stati Uniti d'America Harry Truman (33º presidente).
Nato nello stato della Pennsylvania, combatté durante la prima guerra mondiale. Studiò alla Temple University Beasley School of Law, fra gli altri incarichi svolti quello di assistente del Procuratore Generale degli Stati Uniti  (dal novembre 1943) responsabile della supervisione dell'FBI e del servizio immigrazione e naturalizzazione.